# Carson Cistulli
Carson Cistulli (Concord, 23 dicembre 1979) è un poeta e saggista statunitense.

## Biografia
Carson Cistulli è un poeta statunitense, nato nel New Hampshire il 23 dicembre 1979.  È l'autore di Some Common Weaknesses Illustrated (2006), A Century of Enthusiasm (2007) e The Prostituesdays Anthology (editore, 2008).
Cistulli è il figlio di Filippo Cistulli Jr. e Holly Young. Cistulli proviene dalla Columbia University ove nel 1998 ha studiato con il poeta Kenneth Koch.

## Opere
- Englished by Diverse Hands 2003
- Free Radicals: American Poets Before Their First Books 2004
- Some Common Weaknesses Illustrated 2006
- Assorted Fictions 2006
- Origin 2006
- A Century of Enthusiasm 2007
- The Prostituesdays Anthology 2008